# Wilhelm (Abt)
Wilhelm Abt SOCist (* in Augsburg; † nach dem 31. Mai 1528 in Baumgartenberg) war ein österreichischer Zisterzienser und Abt des Stiftes Baumgartenberg sowie des Stiftes Heiligenkreuz.

## Leben
Wilhelm stammte aus einer Töpferfamilie aus Augsburg. Johannes Cuspinian war sein Lehrer in Wien. Er trat in das Zisterzienserstift Heiligenkreuz ein und wurde am 1. Januar 1508 als Abt von Baumgartenberg postuliert. Am 21. August 1508 war er mit Michael Aigner, Abt von Heiligenkreuz, bei der Abtwahl von Ägidius von Zwettl. 1511 ließ er ein großes Urkunden- oder Kopialbuch mit Abschriften der Originalurkunden des Stiftes anlegen. Er war als Beisitzer bei der Abtwahl nach der Resignation von Bernhard Medrizer zugegen. Unter Vorsitz von Johannes Lindenlaub von Rein wurde er am 29. November 1519 als Abt von Heiligenkreuz postuliert. 1523 bestätigte Kaiser Ferdinand die Stiftsprivilegien. Wegen der Türkengefahr musste er große Vermögenswerte abgeben. Den Angehörigen des Stiftes Pilis unter Führung von Abt Johann Normann gewährte er Asyl. Die letzte bekannte Urkunde ist auf den 27. März 1528 datiert. Am 31. Mai 1528 resignierte er und kehrt mit der Stiftskasse nach Baumgartenberg zurück.